# Lo + Plus
Lo + Plus (o Lo más plus) va ser un talk show de televisió emès a Espanya per Canal+ entre 1995 i 2005. S'emetia de dilluns a divendres i era dels pocs programes emesos per Canal+ en obert, sense codificar. Es va estrenar el 4 d'abril de 1995 i es va mantenir una dècada en antena, fins que van cessar les emissions analògiques de Canal+, que va ser reemplaçat per Cuatro.

## Història

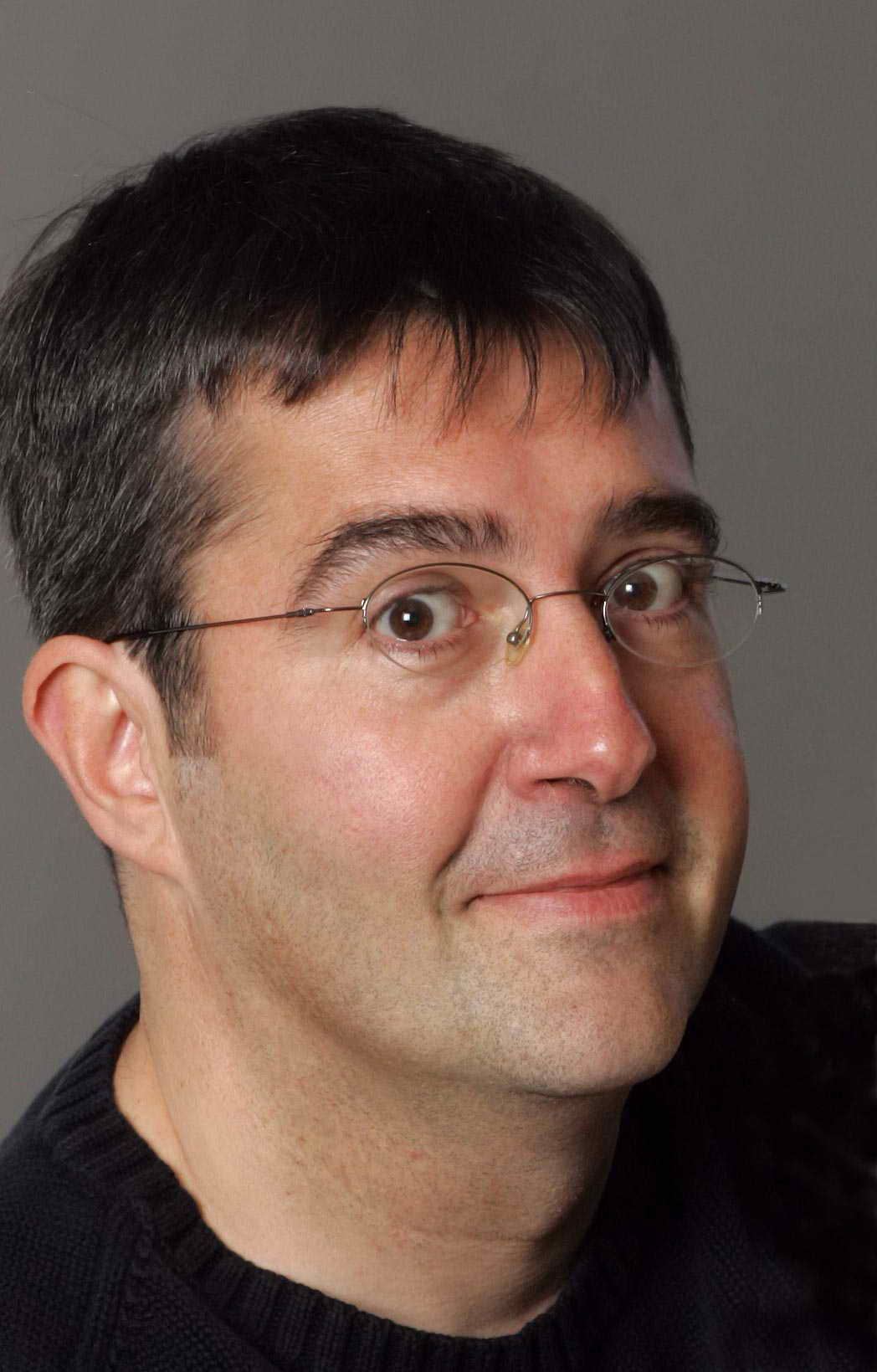
Máximo Pradera, presentador de Lo + Plus.

Lo + Plus és l'adaptació espanyola del programa Nulle Part Ailleurs de la cadena de pagament francesa Canal+. Inicialment el programa s'emetia en obert de dimarts a divendres en la franja de l' access prime-time (20:30 a 21:30), ja que els dilluns s'emitia El día después. Era presentat pel periodista Máximo Pradera i l'escriptor i exdiplomàtic Fernando Schwartz, amb la col·laboració de Ana García-Siñeriz, qui realitzava una secció de cinema (més tard ampliada a moda i tendències).
En la temporada 1999-2000 el programa es va avançar mitja hora (de 20.00 a 21.00), i a partir de la temporada 2000-2001 es va traslladar a la franja de sobretaula (15.30 a 16.30) i finalment es va mantenir en aquest horari. Coincidint amb el canvi, es va incorporar Ramón Arangüena, qui ja realitzava tres anys abans petites intervencions còmiques.
Després de marxar Máximo Pradera a Antena 3, la temporada 2001-2002 Ana García-Siñeriz i Ramón Arangüena van assumir el paper de copresentadores juntament amb Fernando Schwartz. A ells es van unir dos nous col·laboradors: Javier Coronas i Nico Abad. No obstant això, poc temps després Arangüena va recuperar el seu paper col·laborador, quedant Schwartz i García-Siñeriz com a duo principal de presentadors.
Finalment, en la temporada 2004-2005, l'última del programa, abandonen la cadena Fernando Schwartz i Ramón Arangüena, i Manu Carreño assumeix el paper de copresentador, juntament amb Ana García-Siñeriz. En aquesta última etapa s'uniria com a col·laborador el còmic Joaquín Reyes donant vida al personatge Roberto Picazo, fan de diversos artistes, que visita el programa cada setmana. Lo + Plus deixaria d'emetre's al juliol de 2005, mesos abans del cessament de l'emissió analògica de Canal+ via terrestre per Cuatro, cadena on aquests dos últims presentadors desenvoluparien altres projectes.

## Format
Lo + Plus era un magazín de to informal, realitzat en directe, on es combinaven diverses seccions amb entrevistes a personatges rellevants de la cultura, la política, etc.

### Convidats
El primer convidat va ser Pedro Almodóvar i entre d'altres, també van visitar el programa Mario Vargas Llosa, Anthony Hopkins, Constantino Romero, Sigourney Weaver, Dan Aykroyd, Felipe González, Federico Trillo, Tim Burton, Jeff Goldblum, José Saramago, Iñaki Urdangarín, Pau Gasol, Antonio Banderas, Rowan Atkinson, Jodie Foster, Carla Bruni, Penélope Cruz, Enrique Bunbury, Inocencio Arias, Phil Collins, Cameron Diaz, Letizia Ortiz Rocasolano, Pierce Brosnan, Santiago Segura, Rosendo Mercado, Santiago Carrillo, Karlos Arguiñano, Guillermo Fesser, Juan Luis Cano, Stan Lee, John Lasseter, Joaquín Sabina, Wim Wenders, Marta Sánchez, Ana Torroja, Miguel Bosé, Mira Sorvino, Pedro Duque, Thalia i el grup de rock Bon Jovi.

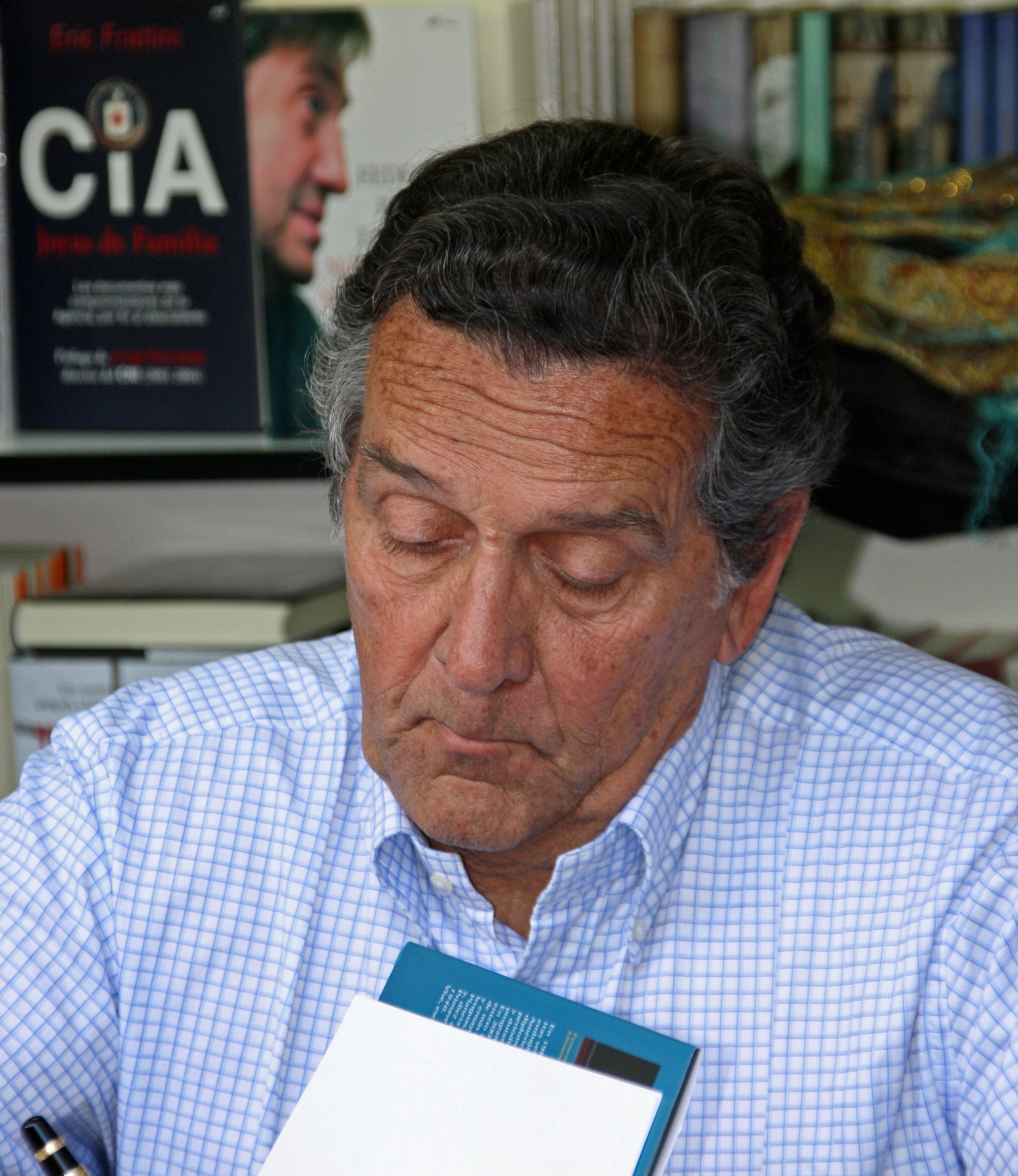
Fernando Schwartz, presentador de Lo + Plus.

### Seccions
Durant les seves quatre primeres temporades (fins a 1998) el programa també incloïa l'espai Las noticias del guiñol; posteriorment, la secció es va segregar com un programa independent.
També comptava amb la secció Zapping on es mostraven trossos amb el més destacat del dia anterior en les cadenes de televisió espanyoles. Igual que Les Notícies del Guiñol, aquest espai va tenir el seu propi programa diari i setmanal en la mateixa cadena encara que la secció es va mantenir dins del programa fins a la temporada 2003-2004.
Altres seccions i espais d'humor van ser La Saga de los Clark, El Crack, Los consejos de Yoshio o Canalone.

### Banda deLo + Plus
L'espai comptava amb una banda de música en directe que es va mantenir entre juny de 1997 i juny de 2004. La banda Lo + Plus band o Groove Company s'encarregava d'interpretar la sintonia del programa a més de petites peces musicals quan donaven pas a la publicitat, sovint versionant temes dels convidats, com en l'homenatge a Rocío Jurado amb el clàssic Como una ola portat a Swing. EEstava composta per cinc espanyols, un anglès i un suec: William Gibbs (saxo i cap de la banda), Ove Larsson (trombó), Francisco 'Paco' Ibañez (trompeta), Marcos Miranda (baix), Javier Cabañas (guitarra elèctrica), Isaac González (teclats), i David Fernández (bateria). William Gibbs va ser a més l'encarregat de compondre la segona sintonia original del programa en 1997. La primera sintonia va ser composta per Jordi Nicolau Arxivat 2019-10-10 a Wayback Machine. i Luis Sánchez.

## Llista de col·laboradors
- Javier Coronas (2001-2005)
- Nico Abad (2002-2005)
- Joaquín Reyes (Com el personatge "Roberto Picazo") (2004-2005)
- Albert Boadella (Secció "Vaya día") (1995)
- Chus Lampreave (Com a personatge del "centre d'atenció telefònica del programa") (1995-1997)
- Yoshio Murakami (Consells de vida sana) (1995-1997)
- Fernando González (Intèrpret simultani de convidats estrangers) (1995-2005)

## Premis i nominacions

### TP d'Or
| Any  | Categoria                     | Resultat |
| ---- | ----------------------------- | -------- |
| 1995 | Millor programa d'entrevistes | Candidat |
| 2000 | Millor magazine               | Candidat |
| 2002 | Millor magazine               | Candidat |
| 2003 | Millor magazine               | Candidat |

### Premi Ondas
| Any  | Categoria                           | Resultat  |
| ---- | ----------------------------------- | --------- |
| 1996 | Programa més innovador de televisió | Guanyador |

### Antena de Oro
| Any  | Categoria                                      | Resultat  |
| ---- | ---------------------------------------------- | --------- |
| 1998 | Televisió (Fernando Schwartz i Máximo Pradera) | Guanyador |

### Premis Zapping
| Any  | Categoria                       | Resultat |
| ---- | ------------------------------- | -------- |
| 2004 | Millor programa d'entreteniment | Candidat |